# نشان بادبادک طلایی

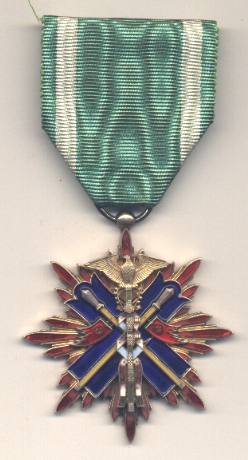
نشان بادبادک طلایی، درجه ۴

نشان بادبادک طلایی یک نشان نظامی والا در امپراتوری ژاپن بود. این نشان در سال ۱۸۷۶ و در دورهٔ امپراتور میجی در هفت درجه ایجاد گردید و در سال ۱۹۴۷ و در پی اشغال ژاپن توسط فرماندهی عالی نیروهای متفقین ملغی گردید.
نام نشان برگرفته از استعاره‌ای در فرهنگ ژاپنی در توصیف پرندهٔ شکاری کورکور است.

## برخی از دریافت‌کنندگان نشان
- ترااوچی ماساتاکه، نشان درجه یک
- یاماموتو گونوهیوئه، نشان درجه یک